# MIRC
mIRC er et shareware klientprogram til IRC-netværker, der af mange mennesker er set som den bedste IRC-klient.[kilde mangler]
Betydningen af M'et i mIRC er stadig ukendt, men skaberen Khaled Mardam-Bey forklarer at det kunne stå for "moo". Ingen er dog sikker, end ikke Khaled selv.
Det menes af nogle, at mIRC er et af de nemmeste klienter at scripte bots i. En bots funktion kunne eventuelt være, at reagere på noget tekst, der bliver skrevet på en kanal, hvorefter den behandler disse data og udfører en opgave. Disse bots er meget udbredte, men til service bots, som ChanServ og NickServ, bruger man mest programmer som Anope, da mIRC ikke er meget sikkert til den slags store opgaver. mIRC bliver mest brugt til "personlige" bots.
Sproget man bruger til at scripte bots og andre funktioner i, hedder mIRC Scripting Language, bedre kendt som MSL, og er forholdsvis nemmere at lære end mange andre sprog som bruges til IRC-scripting, blandt andre Perl og Tcl.